# Fréjus
Fréjus är en kommun vid medelhavskusten i departementet Var i regionen Provence-Alpes-Côte d'Azur i sydöstra Frankrike. Kommunen ligger i kantonen Fréjus som tillhör arrondissementet Draguignan. År 2022 hade Fréjus 58 499 invånare.

## Befolkningsutveckling
Antalet invånare i kommunen Fréjus
| Referens: INSEE |